# Хейнс (трасса)
Дорога Хейнс, другие названия — Юконская трасса 3, трасса Британской Колумбии 4, или Аляскинский маршрут 7, соединяет баро Хейнс на Аляске, США, с деревней Хейнс-Джанкшен в территории Юкон, Канада. Общая протяжённость трассы 246 км.
Первые 71 км идут по территории США, затем трасса пересекает границу и проходит по территории канадской провинции Британская Колумбия до 146 км, оставшаяся часть маршрута проходит по территории Юкона. В конце трасса примыкает к 1579 км аляскинской трассы. Трасса проходит через различные провинциальные и национальные парки, включая провинциальный парк Британской Колумбии Tatshenshini-Alsek Wilderness, охраняемые места обитания птиц на Аляске Alaska Chilkat Bald Eagle Preserve, национальный парк Канады и объект всемирного наследия ЮНЕСКО Клуэйн .

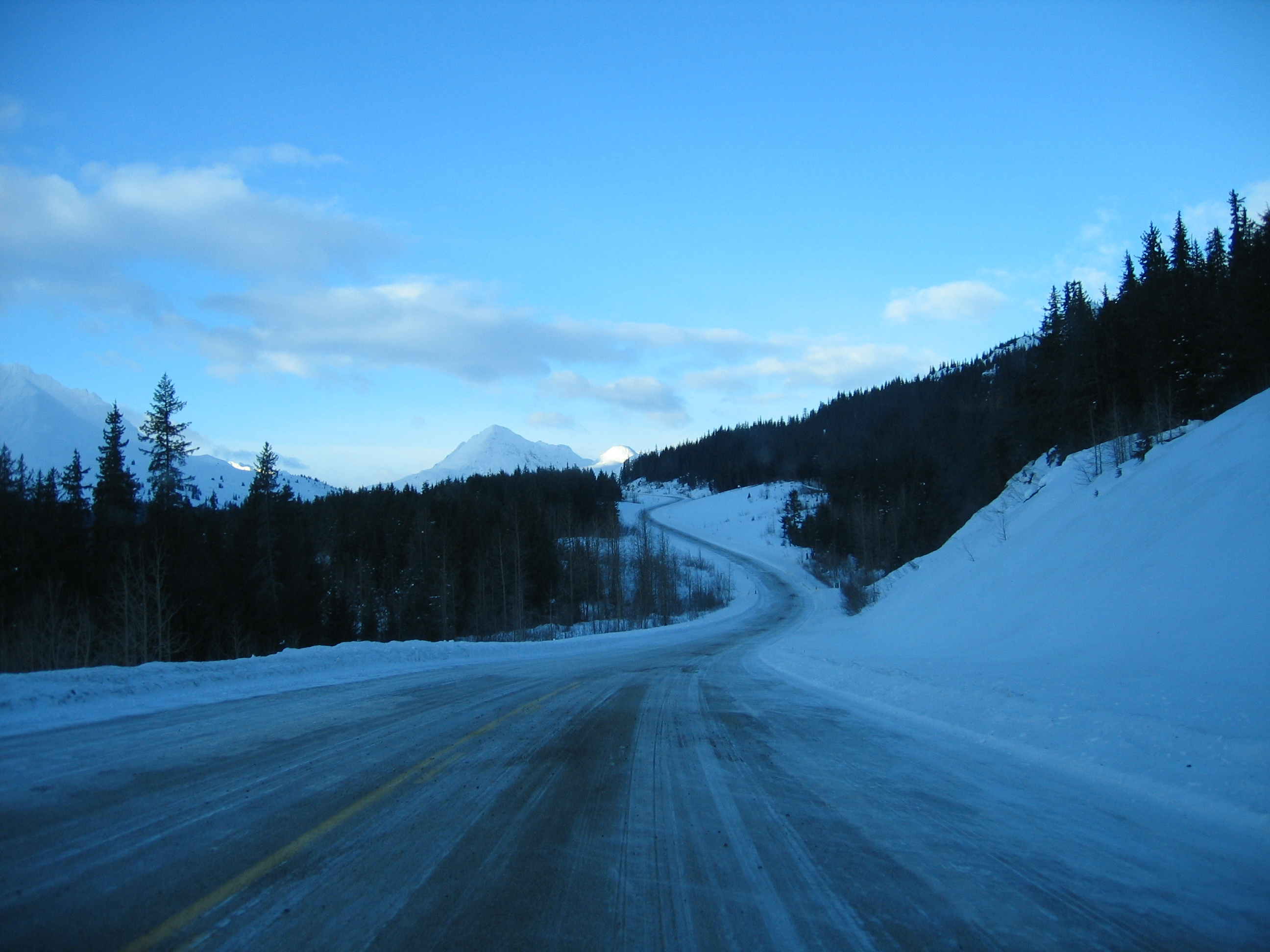
Дорога Хейнс, Британская Колумбия

Шаквакское соглашение о финансировании строительства шоссе между США и Канадой было подписано в 1977 году. Оно определяет ответственность за 523 километра дороги — от трассы Хейнс до Аляскинской трассы.